# Cratere Wegener (Luna)
Wegener è un cratere lunare intitolato al geologo e meteorologo tedesco Alfred Wegener; è situato nell'emisfero settentrionale della faccia nascosta del satellite, circa a metà strada tra l'equatore e il polo nord. Il bordo sud-occidentale si getta per un tratto nel più vasto cratere Landau, mentre lungo il bordo orientale vi sono punti di contatto con il cratere Stefan.
Il cratere è in uno stato intermedio di erosione, dovuto agli impatti meteorici. Vi sono numerosi piccoli crateri lungo le pareti interne e lungo il bordo, soprattutto nella parte settentrionale. Il fondo, viceversa, appare relativamente liscio e privo di crateri d'impatto.

## Crateri correlati
Alcuni crateri minori situati in prossimità di Wegener sono convenzionalmente identificati, sulle mappe lunari, attraverso una lettera associata al nome.
| Wegener | Latitudine | Longitudine | Diametro |
| ------- | ---------- | ----------- | -------- |
| K       | 43,3° N    | 111,9° W    | 32 km    |
| W       | 47,5° N    | 116,1° W    | 54 km    |